# Doaa al-Karawan
Doaa al-Karawan (en español: La oración del ruiseñor) es una película dramática egipcia de 1959 dirigida por Henry Barakat y basada en una novela del destacado autor Taha Hussein. Protagonizada por Faten Hamama y Ahmed Mazhar, fue seleccionada en 1996 como una de las 150 mejores producciones cinematográficas egipcias. Recibió además un premio de la Academia de Artes y Ciencias Cinematográficas y fue seleccionada como la entrada egipcia para la mejor película en lengua extranjera en la 32.ª edición de los premios de la Academia, aunque finalmente no logró la nominación.

## Reparto
- Faten Hamama es Amna[4]
- Ahmed Mazhar es el ingeniero
- Amina Rizk es la madre de Amna y Hanady
- Zahrat El-Ola es Hanady
- Abdel Alim Khattab es Gabber
- Mimi Chakib es Zanooba
- Raga El Geddawy es Khadeeja[5]